# Arette
Arette är en kommun i departementet Pyrénées-Atlantiques i regionen Nouvelle-Aquitaine i sydvästra Frankrike. Kommunen ligger i kantonen Aramits som tillhör arrondissementet Oloron-Sainte-Marie. År 2022 hade Arette 1 052 invånare.

## Befolkningsutveckling
Antalet invånare i kommunen Arette
| Referens: INSEE |